# Gente de bien
Gente de bien es una película colombiana de drama del año 2014, escrita y dirigida por Franco Lolli como su ópera prima. La película fue proyectada en la semana de la crítica del Festival de Cannes 2014 y ganó el premio a la mejor película en el Festival de Cine de Lima el mismo año. La cinta fue protagonizada por: Brayan Santamaría, Carlos Fernando Perez, Alejandra Borrero, Santiago Martínez y Sofía Rivas.

## Reparto
- Brayan Santamaría
- Carlos Fernando Perez
- Alejandra Borrero
- Santiago Martínez
- Sofía Rivas[2]